# The Album Leaf
The Album Leaf är ett soloprojekt av Jimmy LaValle. Projektet startades officiellt 1998, då LaValle var gitarrist i postrockbandet Tristeza. LaValle har också varit med i flera andra band från San Diego-området, bland annat Swing Kids, The Locust och Gogogo Airheart.

## Turnerande medlemmar
Nuvarande turnémedlemmar
- Jimmy LaValle – piano, gitarr, synthesizer, sång
- Matthew Resovich – violin, synthesizer, klockspel, sång
- David LeBleu - trummor, synthesizer, keyboard
- Brad Lee – basgitarr, gitarr, keyboard, trumpet

Tidigare turnémedlemmar
- Tim Reece – trummor, keyboard
- Drew Andrews – gitarr, keyboard, sång
- Gram LeBron – gitarr, basgitarr, keyboard, sång
- Andrew Pates – visuella effekter

## Diskografi
Album
- 1999 – An Orchestrated Rise to Fall
- 2001 – One Day I'll Be on Time
- 2004 – In a Safe Place
- 2006 – Into the Blue Again
- 2010 – A Chorus of Storytellers

EP
- Red Tour EP (2005)
- Green Tour EP (2007)
- Falling From The Sun (2010)
- There Is A Wind (2010)
- Forward/Return (2012)

Singlar
- "In An Off White Room" (2001)
- "Collaboration Series No. 1" (2002) (tillsammans med Bright Eyes)
- "Seal Beach" (2003)
- "The Outer Banks" (2004)
- "Collaboration Series No. 2" (2004) (tillsammans med Her Space Holiday)
- "Adrift" (2013)